# نواه تايلور
نواه تايلور (بالإنجليزية: Noah Taylor)‏ هو كاتب سيناريو وممثل أسترالي، ولد في 4 سبتمبر 1969 بلندن في المملكة المتحدة.

## أعمال

### أفلام
- (1996) تألق[6]
- (2000) بالكاد مشهور[7]
- (2001) سماء الفانيلا[8]
- (2001)  تومب رايدر[9]
- (2003) القاموس النائم
- (2003)  مهد الحياة[10]
- (2005) العالم الجديد[11]
- (2005) تشارلي ومصنع الشوكولاتة[12]
- (2010) أليس في بلاد العجائب[13][14][15]
- (2010) غواصة[16]
- (2012) خارجون عن القانون
- (2013) المزدوج
- (2014) حافة الغد[17][18]
- (2014) قضاء وقدر
- (2016) سلاح مجاني[19]
- (2018) ناطحة سحاب

### مسلسلات
- الواعظ
- بيكي بلايندرز

صراع العروش

## وصلات خارجية
- نواه تايلور على موقع IMDb (الإنجليزية)
- نواه تايلور على موقع ألو سيني (الفرنسية)
- نواه تايلور على موقع ميوزك برينز (الإنجليزية)
- نواه تايلور على موقع أول موفي (الإنجليزية)
- نواه تايلور على موقع قاعدة بيانات الأفلام السويدية (السويدية)
- نواه تايلور على موقع إن إن دي بي (الإنجليزية)
- نواه تايلور على موقع ديسكوغز (الإنجليزية)
- نواه تايلور على موقع قاعدة بيانات الفيلم (الإنجليزية)
- نواه تايلور على موقع كينوبويسك (الروسية)